# Hrosa (Kupjansk)

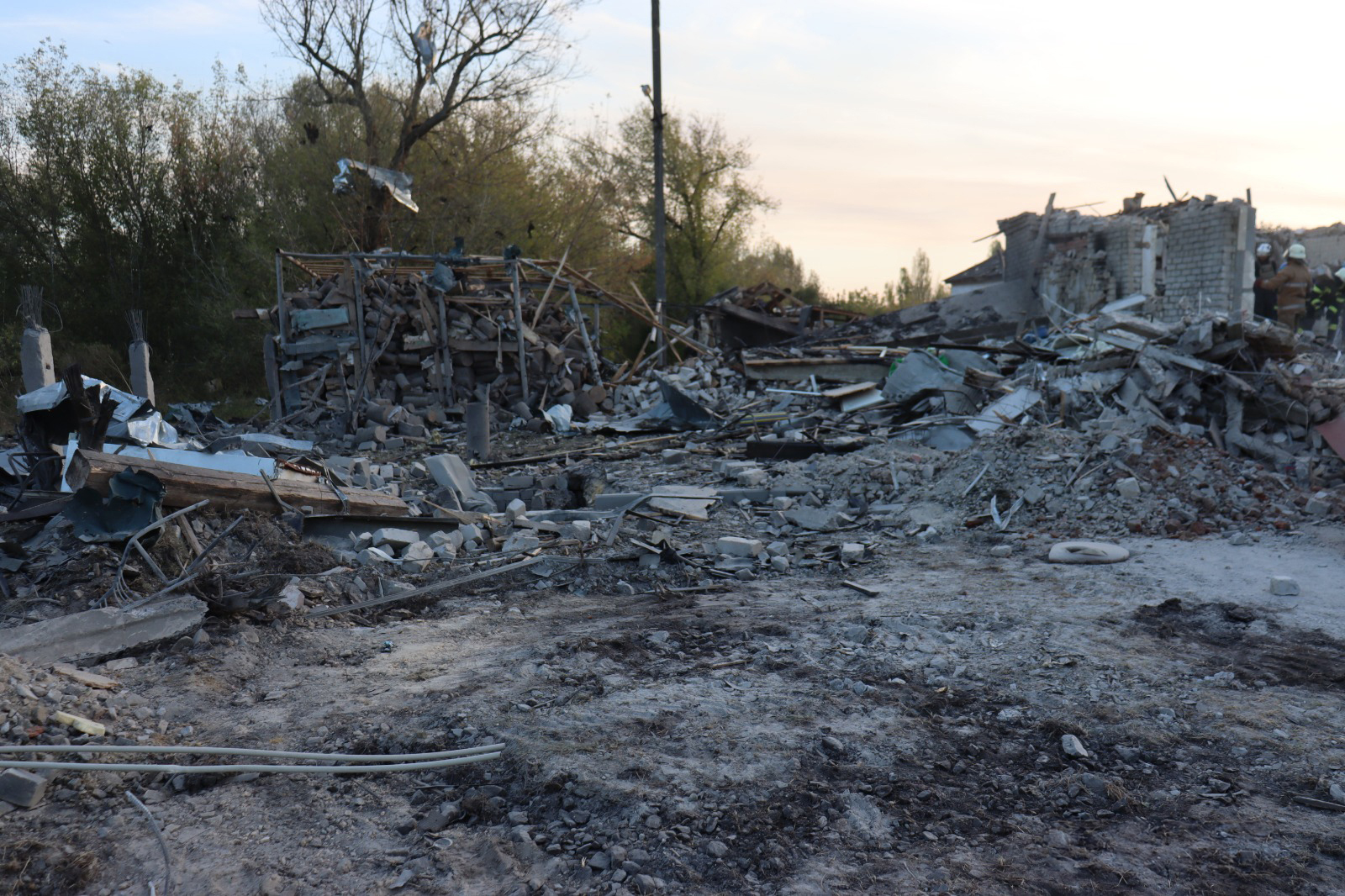
Hrosa nach einem Raketenangriff am 5. Oktober 2023

Hrosa (ukrainisch Гроза; russisch Гроза Grosa) ist ein Dorf im Nordosten der ukrainischen Oblast Charkiw mit etwa 500 Einwohnern.
Die Ortschaft wurde 1922 gegründet und liegt an der Territorialstraße T-2110, etwa 30 Kilometer westlich der Rajonshauptstadt Kupjansk und etwa 77 Kilometer südöstlich von der Oblasthauptstadt Charkiw entfernt.
Am 12. Juni 2020 wurde das Dorf ein Teil der Siedlungsgemeinde Schewtschenkowe im Rajon Schewtschenkowe; bis dahin war es Teil der Landratsgemeinde Petropillja (Петропільська сільська рада/Petropilska silska rada) im Zentrum des Rajons Schewtschenkowe.
Am 17. Juli 2020 kam es im Zuge einer großen Rajonsreform zum Anschluss des Rajonsgebietes an den Rajon Kupjansk.
Im Verlauf des Ukrainekrieges wurde der Ort im Februar 2022 durch russische Truppen besetzt, im Zuge der ukrainischen Gegenoffensive in der Ostukraine kam der Ort am 9. September 2022 wieder unter ukrainische Kontrolle.
Am 5. Oktober 2023 kam es im Ort zum Raketenangriff auf Hrosa.